# Fantoma de la operă (film din 2004)
Fantoma de la operă este un film de groază din 2004. Filmul este inspirat de romanul cu același titlu, al scriitorului Gaston Leroux apărut în anul 1910. A apărut în anul 2004 în SUA, Franța și Regatul Unit și în 2005 în România și Republica Moldova.

## Distribuție
| Actor principal         | Personaj                         |
| ----------------------- | -------------------------------- |
| Gerard Butler           | Fantoma(Erik)                    |
| Emmy Rossum             | Christine                        |
| Actor secundar/periodic | Personaj                         |
| Patrick Wilson          | Raoul                            |
| Minnie Driver           | Carlotta                         |
| Miranda Richardson      | Madame Giry                      |
| Ciarán Hinds            | Firmin                           |
| Jennifer Ellison        | Meg Giry                         |
| Kevin McNally           | Buquet                           |
| Simon Callow            | Andre                            |
| James Fleet             | Lefevre                          |
| Murray Melvin           | Reyer                            |
| Chris Jarvis            | Dansator de balet și de flamenco |
| Damian Jones            | Candelabra Holder                |
| Paul Brooke             | Auctioneer                       |
| Elena Buda              | Dansatoare de balet              |
| Pascal Langdale         | dansator de flamenco             |